# Кабријер (Гар)
Кабријер (фр. Cabrières) насеље је и општина у јужној Француској у региону Лангдок-Русијон, у департману Гар која припада префектури Ним.
По подацима из 2011. године у општини је живело 1469 становника, а густина насељености је износила 99,53 становника/km². Општина се простире на површини од 14,76 km². Налази се на средњој надморској висини од 200 метара (максималној 218 m, а минималној 75 m).

## Демографија
| 1962. | 1968. | 1975. | 1982. | 1990. | 1999. | 2011. |
| ----- | ----- | ----- | ----- | ----- | ----- | ----- |
| 234   | 236   | 337   | 570   | 875   | 1.117 | 1.469 |

График промене броја становника у току последњих година